# Cyrestis
Cyrestis is een geslacht van vlinders uit de familie Nymphalidae.

## Soorten
- Cyrestis achates Butler, 1865
- Cyrestis acilia (Godart, [1824])
- Cyrestis adaemon Godman & Salvin, 1879
- Cyrestis andamanensis Staudinger
- Cyrestis andamanica Wood-Mason & De Nicéville, 1881
- Cyrestis atosia Swinhoe, 1917
- Cyrestis bougainvillei Ribbe, 1898
- Cyrestis camillus (Fabricius, 1781)
- Cyrestis cassander Felder, 1863
- Cyrestis cocles (Fabricius, 1787)
- Cyrestis eximia Oberthür, 1879
- Cyrestis fratercula Salvin & Godman, 1877
- Cyrestis heracles Staudinger, 1896
- Cyrestis irmae Forbes, 1885
- Cyrestis kudrati Jumalon, 1975
- Cyrestis lutea (Zinken, 1831)
- Cyrestis maenalis Erichson, 1834
- Cyrestis nais Wallace, 1869
- Cyrestis nitida Mathew, 1887
- Cyrestis nivea (Zinken, 1831)
- Cyrestis paulinus C. & R. Felder, 1860
- Cyrestis periander Fabricius, 1787
- Cyrestis strigata Felder, 1867
- Cyrestis tabula de Nicéville, 1883
- Cyrestis telamon (Linnaeus, 1758)
- Cyrestis themire Honrath, [1884]
- Cyrestis theresae de Nicéville, 1894
- Cyrestis thyodamas Boisduval, 1846
- Cyrestis thyonneus (Cramer, [1779])
- Cyrestis wernickei Staudinger, 1886